# Liste des First and Principal Naval Aides-de-Camp

Cette liste présente la liste des First and Principal Naval Aides-de-Camp, premiers et principaux aides de camp de la marine, un bureau créé par Guillaume IV du Royaume-Uni en 1830

## Histoire du poste
En 1827, le roi George IV nomme le lieutenant-général Herbert Taylor (officier) comme First and Principal Aide-de-Camp (« un poste qui, dit-on, est établi expressément dans le but de conserver les précieux services de Sir Herbert, qui à cette époque envisage un voyage continental »). Trois ans plus tard, le roi Guillaume IV nomme un certain nombre de Naval Aides-de-Camp to the King (aides de camp navals du roi) et nomme en même temps l'amiral Amelius Beauclerk comme  First and Principal Naval Aide-de-Camp. Pendant ce temps, Herbert Taylor continue d'occuper le poste distinct de premier et principal aide de camp naval, sous le roi Guillaume IV et la reine Victoria, jusqu'à sa mort en 1839. Il n'est pas directement remplacé ; cependant, Beauclerk, après sa mort en décembre 1846, est rapidement remplacé au poste de First and Principal Naval ADC par William Parker.

## First and Principal Naval Aides-de-Camp
| - 1830–1846: Lord Amelius Beauclerk - 1846–1866: Sir William Parker, Bt. - 1866–1873: The Earl of Lauderdale - 1873–1878: Sir James Hope - 1878–1879: The Hon. Sir Henry Keppel - 1879–1886: Sir Astley Key - 1886–1895: Sir Geoffrey Hornby - 1895–1897: Sir Algernon Lyons - 1897–1899: Sir Nowell Salmon - 1899–1901: Sir Michael Culme-Seymour, Bt. - 1901–1902: Sir James Erskine - 1902–1903: Sir Edward Seymour - 1903–1904: Sir Henry Stephenson - 1904–1911: Sir John Fisher - 1911–1913: Sir Lewis Beaumont - 1913–1914: Sir Edmund Poë - 1914–1917: Sir George Callaghan - 1917–1919: Sir Henry Jackson - 1919–1922: Sir Stanley Colville - 1922–1924: Sir Charles Madden, Bt. - 1924–1925: Sir Somerset Gough-Calthorpe - 1925–1926: Sir Montague Browning - 1926–1928: Sir Arthur Leveson - 1928–1929: Sir Richard Phillimore - 1929–1930: Sir William Goodenough | - 1930: Sir Edwyn Alexander-Sinclair - 1930–1931: Sir Walter Cowan, Bt. - 1931–1932: Sir Hubert Brand - 1932–1934: Sir Reginald Tyrwhitt, Bt. - 1934–1936: Sir John Kelly - 1936–1938: The Earl of Cork and Orrery - 1938–1939: Sir Roger Backhouse - 1939–1941: The Hon. Sir Reginald Drax - 1941–1943: Sir Dudley Pound - 1943–1945: Sir Percy Noble - 1945–1946: The Lord Tovey - 1946–1948: The Lord Fraser of North Cape - 1948–1949: Sir Henry Moore - 1949–1952: Sir Arthur Power - 1952–1953: Sir Rhoderick McGrigor - 1953–1954: Sir John Edelsten - 1954–1958: The Hon. Sir Guy Russell - 1958–1959: Sir Guy Grantham - 1959–1960: Sir William Davis - 1960–1962: Sir Caspar John - 1962–1965: Sir Wilfrid Woods - 1965–1968: Sir Desmond Dreyer - 1968–1970: Sir John Frewen - 1970–1972: Sir Horace Law - 1972–1974: Sir Michael Pollock |

Depuis 1972, le bureau est uni à celui de First Sea Lord.